# Ayumu Toyoda
Ayumu Toyoda (japanisch 豊田 歩 Toyoda Ayumu; * 25. November 2000 in der Präfektur Tokio) ist ein japanischer Fußballspieler.

## Karriere
Ayumu Toyoda erlernte das Fußballspielen in der Schulmannschaft der Kokugakuin Kugayama High School sowie in der Universitätsmannschaft der Chūō-Universität. Seinen ersten Vertrag unterschrieb er am 1. Februar 2023 bei Roasso Kumamoto. Der Verein aus Kumamoto spielt in der zweiten japanischen Liga. Sein Zweitligadebüt gab Ayumu Toyoda am 9. April 2023 (8. Spieltag) im Heimspiel gegen Zweigen Kanazawa. Bei dem 2:1-Erfolge wurde er in der 83. Minute für Itto Fujita eingewechselt.